# Route 219 (Nouvelle-Écosse)
Pour les articles homonymes, voir Route 219.
La route 219 est une route secondaire de la Nouvelle-Écosse d'orientation sud-nord située dans le nord-est de la province, sur l'île du Cap-Breton. Elle mesure 20 kilomètres, et est une route moyennement fréquentée tout en étant pavée sur toute sa longueur.

## Tracé
La route 219 débute sur la route 19, 11 kilomètres au nord-est d'Inverness, sur la roi ouest de l'île du Cap-Breton. Elle se dirige vers le nord en suivant la côté et en traversant St. Rose à son kilomètre numéro 6. À Margaree Harbour, elle bifurque vers l'est pour atteindre son terminus nord-est sur la Piste Cabot.
La 219 sert principalement à relier de façon plus directe la route 19 à la piste Cabot, suivant toujours la côte. Elle permet un raccourci de 7 kilomètres, et sauve environ 2 minutes, excepté de prendre la 19 jusqu'à la piste Cabot, puis de tourner à gauche.

## Intersections principales
| Route 219         |                  |    |                                                                       |                          |
| Comté             | Location         | km | Intersection/Destinations                                             | Notes                    |
| Comté d'Inverness | Dunvegan         | 0  | R-19, Margaree Forks, Inverness, Port Hawkesbury                      | extrémité sud de la 219  |
| Comté d'Inverness | Margaree Harbour | 20 | CT, Chéticamp, Baddeck, Parc National des Hautes Terres du Cap-Breton | extrémité nord de la 219 |

## Communautés traversées
1. Dunvegan
2. Rear Dunvegan
3. Sainte-Rose
4. Chimney Corner
5. Margaree Harbour